# 나항급 잠수함
나항급 잠수함은 이란의 2번째 독자 건조한 잠수함이다.
이란은 가디르급 잠수함에 이어 나항급 잠수함을 국내 제작했다. 나항급은 이란의 최대규모 방위사업 중 하나다. 2006년 3월 실전배치되었다.
나항급은 해상탐색레이다와 통신용 마스트를 갖고 있다. 소나를 회피하는 스텔스 잠수함이다. 이란 당국은 나항급에 최첨단 전자장비가 장착되어 미사일과 어뢰를 동시에 발사할 수 있다고 말한다. 사거리는 밝히지 않았다. 나항은 페르시아어로 고래를 뜻한다.

## 같이 보기
- 가디르급 잠수함